# Rhamphomyia argyrosoma
Rhamphomyia argyrosoma är en tvåvingeart som beskrevs av Saigusa 1963. Rhamphomyia argyrosoma ingår i släktet Rhamphomyia och familjen dansflugor. Inga underarter finns listade i Catalogue of Life.